# 영동 수두리 영모재
영모재는 대한민국 충청북도 영동군 양산면에 있다. 1997년 7월 4일 영동군의 향토유적 제65호로 지정되었다.

## 개요
수두리 대곡마을에 있는 건물로 이거경과 자손 등 8위를 모시는 재실이다. 성균관 대사성 이거경(李居敬)과 자(子) 최진(崔振), 손(孫) 수(脩) 증손 원량(元良), 현손(玄孫) 문범, 행범, 충범, 신범 등 8위(八位)를 모시는 재각으로 정면 4칸, 측면 2칸, 팔작집이며, 좌우로 방을 두고 중간 두칸은 대청으로 되어 있다.